# Henri Franconi
Jean Gérard Henri Franconi (Lyon, 4 novembre 1779 - Paris, 22 juillet 1849) est un auteur dramatique et artiste de cirque français.

## Biographie
Fils d'Antonio Franconi, il devient en 1807 directeur avec son frère Laurent du Cirque-Olympique (1807-1837). Les deux frères sont morts du choléra. Acteur, mime, écuyer, surnommé Minette, on lui doit des pantomimes, des pièces dramatiques et des vaudevilles.

## Œuvres
- Les Quatre fils Aymons, scènes équestres en 2 parties, 1808
- Cavalo-Dios, ou le Cheval génie bienfaisant, scènes équestres, mêlées de féeries, en 2 parties, avec Cuvelier, 1808
- Barberousse le Balafré, ou les Valaques, scènes équestres et chevaleresques, en 2 parties, à grand spectacle, avec Jean-Guillaume-Antoine Cuvelier, 1808
- Fra Diavolo, ou le Frère diable, chef de bandits dans les Alpes, scènes équestres en 2 parties, avec Cuvelier, 1808
- La Prise de la Corogne, ou les Anglais en Espagne, scènes équestres, 1809
- Les chevaux vengés, ou Parodie de la parodie de Fernand Cortez, 1810
- Gérard de Nevers et la Belle Euriant, scènes pantomimes équestres et chevaleresques, avec Cuvelier, 1810
- Le Passage du pont de Lodi, action mémorable en une partie, 1810
- Don Quichotte et Sancho Pança, folie en deux tableaux, à spectacle, avec Cuvelier, 1811
- Les Ermites blancs, ou l'Ile de Caprée, tableaux pantomimes en 2 actions, 1811
- Le Jugement suprême, ou l'Innocence sauvée, tableaux en 3 actions, avec Nicolas Brazier et Cuvelier, 1811
- Frédégonde et Brunehaut, 1812
- Geneviève ou La confiance trahie, pantomime en trois actes, 1812
- La mine Beaujonc ou Le dévouement sublime, 1812
- La Famille d'Armincourt, ou les Voleurs, tableaux de Boilly mis en action, pantomime en 2 actes, avec Jean-Baptiste-Louis Camel, 1812
- Frédégonde et Brunehaut, pantomime historique en trois actes tirée du roman historique de Jacques-Marie Boutet de Monvel, 1812
- Maria ou le Mauvais fils, pantomime en trois actes, 1812
- Les Trois aigles ou les Mariages lithuaniens, pantomime historique et militaire, avec Cuvelier, 1812
- Arsène, ou le Génie maure, pantomime en 3 actes, à grand spectacle et à machines, 1813
- Guliver ou la Manie des voyages, pantomime folie en trois actes, 1813
- La Dame du lac, ou l'Inconnu, pantomime en 3 actes, à grand spectacle, 1813
- L'Entrée de Henri IV à Paris, tableau historique, en 2 actes, avec Cuvelier, 1814
- Le Maréchal de Villars, ou la Bataille de Denain, action historique et militaire, 1814
- La Mort du capitaine Cook, ou les Insulaires d'O-Why-E, pantomime en 2 actes, à grand spectacle, 1814
- Diane et les satyres ! ou Une vengeance de l'Amour, pantomime en 2 actes, avec 1 prologue, 1815
- Orsino, pantomime dialoguée en trois actes, 1815
- Robert-le-Diable, ou le Criminel repentant, pantomime en 3 actes, à grand spectacle, 1815
- La mine Beaujonc ou le Dévouement sublime, fait historique en 2 actes, 1815
- Sancho dans l'île de Barataria, pantomime bouffonne en 2 actes, avec un prologue, avec Cuvelier, 1816
- Caïn, ou le Premier crime, pantomime en 3 actes, imitée du poème de Gessner, 1817
- La ferme des carrières, fait historique, pantomime en 2 actes, mêlée de dialogue, avec Pierre Villiers, 1818
- Poniatowski, ou le Passage de l'Elster, mimodrame militaire en 3 actes, avec Villiers, 1819
- Le Soldat laboureur, mimodrame en 1 acte, 1819
- Le Cuirassier, ou la Bravoure récompensée, mimo-drame en 1 acte, 1820
- Fayel et Gabrielle de Vergy, avec Pierre Blanchard, 1820
- L'Hospitalité, ou la Chaumière hongroise, anecdote militaire en 1 acte, à grand spectacle, avec Pierre-Frédéric-Adolphe Carmouche, 1820
- La Bataille de Bouvines, mimodrame en 3 actes, 1821
- Le Soldat fermier, ou le Bon seigneur, mimodrame en 1 acte, à spectacle, faisant suite au Soldat laboureur, 1821
- Le Pâtre, mélodrame en 2 actes, 1823
- La Lettre anonyme, comédie en 1 acte et en prose, avec Charles-Maurice Descombes, 1823
- Le 27 septembre 1824, vaudeville en 1 acte et à grand spectacle, avec Amable de Saint-Hilaire, 1824
- Le Pont de Logrono, ou le Petit tambour, suivi de la Prise du Trocadero, action historique et militaire en 3 parties, avec Cuvelier, 1824
- Le Chien du régiment, ou l'Exécution militaire, mélodrame en 1 acte, avec Saint-Léon[1] et Adolphe Franconi, 1825
- L'Incendie de Salins, mélodrame en 1 acte à grand spectacle, avec Saint-Léon, 1825
- Le Vieillard ou La Révélation, mélodrame en 2 actes, avec Alexandre-Joseph Le Roy de Bacre, 1825
- Les Recruteurs, ou la Fille du fermier, pièce en 2 actes, à spectacle, avec Carmouche et Henri de Saint-Georges, 1825
- Youli, ou les Souliotes, mélodrame en 2 actes et 5 tableaux, avec Théodore Nézel et Henry Villemot, 1830